# Erik Mongrain
Erik Mongrain (Montreal, 12. travnja 1980.), kanadski je skladatelj i gitarist, poznat po svom jedinstvenom akustičnom stilu i korištenjem dvoručne lap tapping tehnike kod sviranja akustične gitare (postavljanja gitare u krilo i trzanja žica objema rukama).

## Biografija
Gitaru je sam naučio svirati u dobi od 14 godina. Do tada je bio primarno zainteresiran za sport, no nakon razvijanja interesa za sviranjem gitare, naučio ju je svirati po sluhu. Počeo je s električnom gitarom da bi kasnije prešao na klasičnu i akustičnu nakon što je odslušao djela Johanna Sebastiana Bacha. Nedugo potom počeo je sa skladanjem.
Erik Mongrain bio je inspiriran ranim uradcima Metallice, Jimija Hendrixa i Kurta Cobaina. Kada je imao 18 godina čuo je uradak Dona Rossa i rekao: Ovo je novo otkriće za mene. Konačno sam pronašao svoj stil. Nakon Rossovog utjecaja na red je došao Michael Hedges. Tada je počeo s korištenjem prepoznatljivoga lap tappinga.

## Trenutni rad
Trenutno nastupa u SAD-u, Kanadi i Engleskoj. Osim toga, nastupa i na uličnim priredbama, kao i u koncertnim dvoranama i televiziji. Njegova glazba opisana je u dokumentarnom filmu Lancea Trumbulla, Everest Peace Project. Nedavno je bio na naslovnici magazina Guild, kao i u dnevnim novinama u Montrealu. U jednom od njih opisan je njegov jedinstveni stil:
..posjetitelj Granadi otkriva prilično dobre glazbenike, nekada izvrsne, koji oduševljavaju grad. Erik Mongrain, dvadesetjednogodišnjak, jedan je od njih. Mladi izvođač ne svira gitaru na uobičajeni način, već je postavi na koljena i svira kao da piše na tipkovnici. Prije otkrivanja ove metode poznate pod imenom lap tapping, učio je svirati klasičnu gitaru po sluhu.
Izdao je prvi potpuni album, Fates, u prosincu 2006. isključivo na svojoj internetskoj stranici s mogućnošću individualne kupnje ili skidanja pjesama. CD u omotu izdan je u lipnju 2007. diljem svijeta i u svibnju 2007. godine u Japanu.
Tijekom ljeta 2007. održava turneju po Europi, i to u Francuskoj, Belgiji, Njemačkoj i Velikoj Britaniji. Također će nastupiti u rodnoj provinciji, Québecu. Internetska stranica iVideoTune snimila je četiri video spota s njegovog posljednjeg albuma.

## Diskografija
- Fates (2007.)
- Un paradis quelque part (2005.)
- Les pourris de talent (2005.)

## Video
- Erik Mongrain - AirTap!
- Erik Mongrain - Fusions
- Erik Mongrain - Timeless
- Erik Mongrain - I Am Not
- Erik Mongrain - PercussienFa
- Erik Mongrain - The Silent Fool
- Erik Mongrain - A Ripple Effect

## Vanjske poveznice
- Službena stranica Erika Mongraina
- Erik Mongrain na YouTubeu